# Batalla de Chinandega
La Batalla de Chinandega fue una acción bélica que se desarrolló entre el 6 y el 18 de febrero de 1927 en la ciudad de Chinandega, cabecera departamental del actual departamento del mismo nombre, en el marco de la guerra civil conocida en la historia de Nicaragua como Guerra Constitucionalista, siendo una de las acciones militares de mayor envergadura de ese conflicto.
Se enfrentaron tropas del Ejército de la Segunda República Conservadora, llamado La Constabularia, con apoyo de Marines que ocupaban el país, contra el Ejército Liberal Constitucionalista de Occidente. 
Las fuerzas del gobierno conservador de facto, comandadas por el General Diego Vargas Abaunza desalojan a las fuerzas liberales al mando del General Francisco Parajón Montealegre, luego de trece días de encarnizados combates.

## Antecedentes
El Ejército Liberal Constitucionalista de Occidente al mando supremo del General Francisco Parajón Montealegre tenía como objetivos militares la toma y control de las ciudades de Chinandega y León, plazas cercanas a la capital Managua y con puertos estratégicos en el Pacífico de Nicaragua. Parajón, nacido en el pueblo de Telica, era un militar liberal graduado de la Academia Politécnica Militar de Nicaragua fundada durante el gobierno de José Santos Zelaya.
Las fuerzas liberales constitucionalistas enfrentan a tropas conservadoras comandadas por el General Alfredo Noguera Gómez en la hacienda "Las Grietas" cercana a Malpaisillo donde logran una victoria fulminante que les anima en su marcha hacia Chinandega, donde el gobierno de Adolfo Díaz había reforzado sus tropas bajo el mando del General Bartolomé Víquez que al recibir el embate del ejército liberal atrinchero a sus hombres en las iglesias El Calvario y Santa Ana en el casco urbano de la ciudad. 

## El incendio
Para despejar el área aledaña a ambos edificios, Víquez mandó a destruir y quemar las casas que podrían ser utilizadas por las tropas enemigas para atacarlos, convirtiendo en plazas perimetrales los escombros. Así comenzó el incendio de Chinandega; aunque después de la guerra, Víquez alegó que el incendio fue iniciado por los liberales. Chinandega fue llamada "Ciudad Mártir" debido al incendio que sufrió durante esta terrible batalla.

## La toma
Los liberales estrechan el cerco sobre Chinandega hasta romper las defensas conservadoras y tomar la ciudad, no sin antes librar encarnizados combates cuadra por cuadra, que dejan innumerables muertos y heridos en ambos bandos.
Ante esta situación, el presidente Díaz autorizó al Mayor USMC James J. Meade para que sus Marines relevaran a las tropas conservadoras que defendían Managua, porque ante la caída de Chinandega, la capital quedaba amenazada seriamente. Además, despachó al General Humberto Pasos Díaz por vía aérea, llevando como copiloto al Capitán Carlos Emilio Samayoa, a fin de intentar aterrizar en el aeródromo chinandegano de "El Picacho" para avisarle al General Víquez que resistiera el sitio, porque ya estaba en marcha un ejército de cuatro mil soldados constabularios comandados por los Generales Diego Vargas Abaunza (primo hermano de Emiliano Chamorro Vargas) y Alfredo Noguera Gómez (el mismo que fue derrotado por Parajón en el combate de "Las Grietas"), que llegaban en su auxilio. 
Cuando el biplano de Pasos Díaz se aproximaba a la pista, fue recibido a balazos por soldados liberales. Entonces Pasos Díaz decidió improvisar un pequeño paracaídas y sobrevoló el templo de Santa Ana, pero los disparos de la fusilería de los liberales desde tierra le obligaron a elevarse; lanzó el paracaídas con la información para Víquez, pero el aire caliente de los incendios desvió el casquete de tela que fue a caer a las manos de las tropas de Parajón.
Pasos Díaz regresó a Managua e informó que su misión había fracasado y que el mensaje del paracaídas había llegado a manos de Parajón. 
Al enterarse Parajón de la proximidad de las fuerzas del gobierno conservador en número superior a las suyas, ordenó un ataque general contra la iglesia de Santa Ana.

## Apoyo aéreo cercano
Fue entonces que el presidente Díaz ordenó el ataque aéreo a las posiciones liberales en Chinandega. 
Para el efecto, los pilotos constabularios, Lee Mason y William Brooks, realizaron numerosos vuelos sobre Chinandega en los que lanzaron cartuchos de dinamita sobre las posiciones liberales, aunque sin ninguna precisión. Este bombardeo aéreo sobre la ciudad de Chinandega contribuyó enormemente en la propagación del incendio y la destrucción del centro urbano de la ciudad. 
El General USMC Vernon E. Magee, cuyas tropas intervenían en Nicaragua, confirma categóricamente y revela en su libro "Contra las guerrillas de Sandino en Nicaragua" detalles del bombardeo aéreo contra Chinandega. Dice el general Magee:
"La única semblanza de aeropuerto que podía obtenerse en Managua, era un potrero inculto en uso por la "Fuerza Aérea Nicaragüense" -una organización cuasimilitar- que sólo consistía de dos biplanos Laird-Swallow dotados de motores Curtis Ox5, y dos pilotos norteamericanos:  William Brooks y Lee Mason. A ellos deben acreditarse los primeros esfuerzos de apoyo aéreo en la campaña nicaragüense, especialmente en el combate de la ciudad occidental de Chinandega."

## Consecuencias
El gobierno de facto de Adolfo Díaz consolidó su posición al recuperar el control del occidente de Nicaragua. 
El General Emiliano Chamorro Vargas se reafirmó en su posición de caudillo único de los conservadores aun cuando no ejercía el poder político directo.
La desbandada del Ejército Liberal Constitucionalista de Occidente significó el último intento de los constitucionalistas de establecerse en la región occidental del Pacífico de Nicaragua. 
Esta derrota marcó el final de acciones bélicas importantes fuera de Las Segovias y Jinotega en donde operaba la columna del General Augusto C. Sandino y de la costa caribeña o atlántica que era el bastión principal ocupado por las tropas del General José María Moncada.